# Heinrich von Dewall
Karl Hans Georg Heinrich von Dewall (* 3. Juni 1847 in Zanshausen bei Landsberg an der Warthe; † 31. August 1923) war ein preußischer Generalleutnant.

## Leben

### Herkunft
Heinrich war der älteste Sohn des preußischen Oberforstmeisters Ludwig von Dewall (1805–1885) und dessen erster Ehefrau Konkordia, geborene Freiin von Puttkamer (1825–1853). Der preußische Generalmajor Joachim von Dewall (1859–1923) war sein jüngerer Stiefbruder.

### Militärkarriere
Dewall schlug eine Offizierslaufbahn in der Preußischen Armee ein und nahm als Sekondeleutnant im Altmärkischen Ulanen-Regiment Nr. 16 am Krieg gegen Frankreich 1870/71 teil. Für sein Wirken wurde er mit dem Eisernen Kreuz II. Klasse ausgezeichnet. Er diente als Rittmeister und Eskadronchef im Regiment und erhielt Mitte April 1889 den Charakter als Major.
Seine Schrift Dienstunterricht des Kavalleristen erreichte zudem eine breite Resonanz.
Nachdem man ihn bereits vorher zur Dienstleistung beim Hessischen Train-Bataillon Nr. 11 kommandiert hatte, wurde Dewall mit Wirkung zum 1. Oktober 1890 zum Kommandeur des Großherzoglich Hessischen Train-Bataillons Nr. 25 ernannt. Daran schlossen sich Verwendungen als Direktor der 1. und 4. Train-Direktion an. In dieser Eigenschaft rückte Dewall im April 1902 zum Oberst auf und erhielt im Mai 1903 den Roten Adlerorden II. Klasse mit Eichenlaub. Am 18. Oktober 1903 wurde er in Genehmigung seines Abschiedsgesuches mit Pension und der Erlaubnis zum Tragen der Uniform des Großherzoglich Hessischen Train-Bataillons Nr. 18 zur Disposition gestellt.

### Familie
Dewall hatte sich am 7. Juli 1878 in Stettin mit Susanna Herbing (1851–1891) verheiratet. Aus dieser Ehe gingen eine Tochter und zwei Söhne hervor, darunter der spätere Generalleutnant der Luftwaffe Job von Dewall (1880–1945). In zweiter Ehe heiratete er am 23. Oktober 1895 in Karlsruhe Marie Krüger gen. Arndt (1874–1896).